# Eugen Dugend
Eugen Dugend (* 30. September 1879 in Oldenburg; † 19. Mai 1946 ebenda) war ein deutscher Verwaltungsjurist und ab 1933 Präsident des Oberverwaltungsgerichts Oldenburg.

## Biographie
Dugend stammte aus einer seit dem 17. Jahrhundert in Oldenburg ansässigen Apothekerfamilie. Er war ein Sohn des oldenburgischen Landesverwaltungsgerichtspräsidenten Karl Dugend (1847–1919) und dessen Ehefrau Helene Hermanna Sophie geborene Heumann (1857–1919), Tochter des Oberkammerrats und späteren Finanzministers Peter Heumann (1823–1902). Eugens Schwester Emma Charlotte (1889–1933) war eine Opernsängerin.
Er besuchte das Gymnasium in Oldenburg und studierte Rechtswissenschaft an den Universitäten Freiburg, München und Göttingen. 1902 folgte er seinem Vater in den oldenburgischen Staatsdienst. Zunächst war er als Assessor bei den Ämtern Rüstringen und Brake sowie bei der Regierung des zu Oldenburg gehörigen Fürstentums Lübeck in Eutin beschäftigt. 1913 wurde er in das Ministerium des Innern versetzt und 1917 zum Regierungsrat. Zwei Jahre später wurde er Oberregierungsrat. 1924 kam er als Richter an das Oberverwaltungsgericht Oldenburg, an dem er bereits seit einigen Jahren nebenamtlich tätig gewesen war. 
Am 9. Dezember 1933 wurde Dugend zum Präsidenten des Oberverwaltungsgerichts ernannt. "In der Folgezeit hatte er die undankbare Aufgabe, die von der nationalsozialistischen Regierung angeordnete Liquidation der Verwaltungsgerichtsbarkeit durchzuführen. Er blieb formal allerdings auch weiterhin in seiner bedeutungslos gewordenen Amtsstellung."
Nach dem Zusammenbruch des Dritten Reiches setzte er sich bei der Britischen Militärverwaltung für die Wiedererrichtung der Verwaltungsgerichtsbarkeit ein, die er jedoch nicht mehr erlebte, da er 1946 verstarb.

## Privates
Dugend heiratete am 10. Mai 1907 Erna Margarete geb. Jaspers (* 14. Mai 1885; † 7. Dezember 1974), der Tochter des Bankdirektors Carl Jaspers (1850–1940) und Schwester des Philosophen Karl Jaspers (1883–1969). Das Ehepaar hatte zwei Söhne, von denen Enno (1915–1980) als Musiker und Komponist hervortrat.

## Veröffentlichung
- Erläuterungen zu den Wandkarten zur Staatsbürgerkunde. Hg. im Auftrag des Staatsministeriums. Oldenburg. 1923.